# Schoolly D

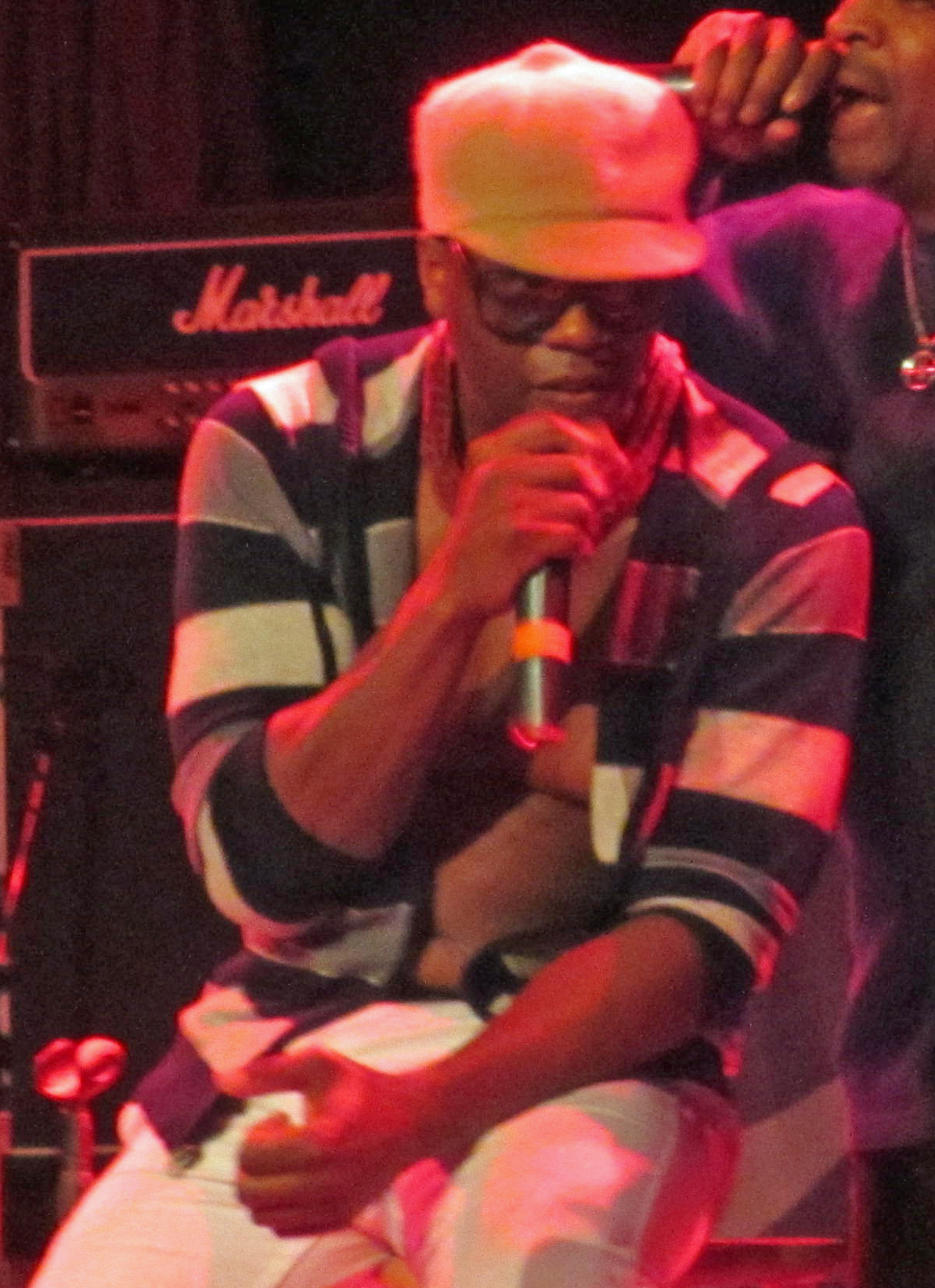
Schoolly D en la House of Blues en Chicago (2012).

Jesse B. Weaver, Jr. (22 de junio de 1966), más conocido por su nombre artístico Schoolly D, es un rapero estadounidense de Filadelfia, Pennsylvania.

## Carrera
Schoolly D se asoció con DJ Code Money hacia mediados de los años 1980. Sus letras reflejaban la realidad de la ciudad, la violencia y bravuconadas sexuales, haciendo de la música de Schoolly D uno de los precursores directos de lo que posteriormente se conocería como gangsta rap. Posteriormente abrazaría un estilo afrocéntrico, trabajando junto a KRS-One.
Posteriormente, Schoolly D contribuyó con canciones y música para varias películas de Abel Ferrara. Schoolly también ha hecho música y narraciones ocasionales para la serie de televisión Aqua Teen Hunger Force. 

## Discografía

### Álbumes de estudio
- 1986: Schoolly D
- 1987: Saturday Night - The Album
- 1988: Smoke Some Kill
- 1989: Am I Black Enough for You?
- 1991: How a Black Man Feels
- 1994: Welcome to America
- 1995: Reservoir Dog
- 2000: Funk 'N Pussy
- 2010: International Supersport

### Recopilatorios
- 1987: The Adventures of Schoolly D
- 1995: The Jive Collection Volume 3
- 1996: A Gangster's Story
- 2000: Best on Wax
- 2003: The Best of Schoolly-D